# Maria Immaculata (Schloss Haltenbergstetten)

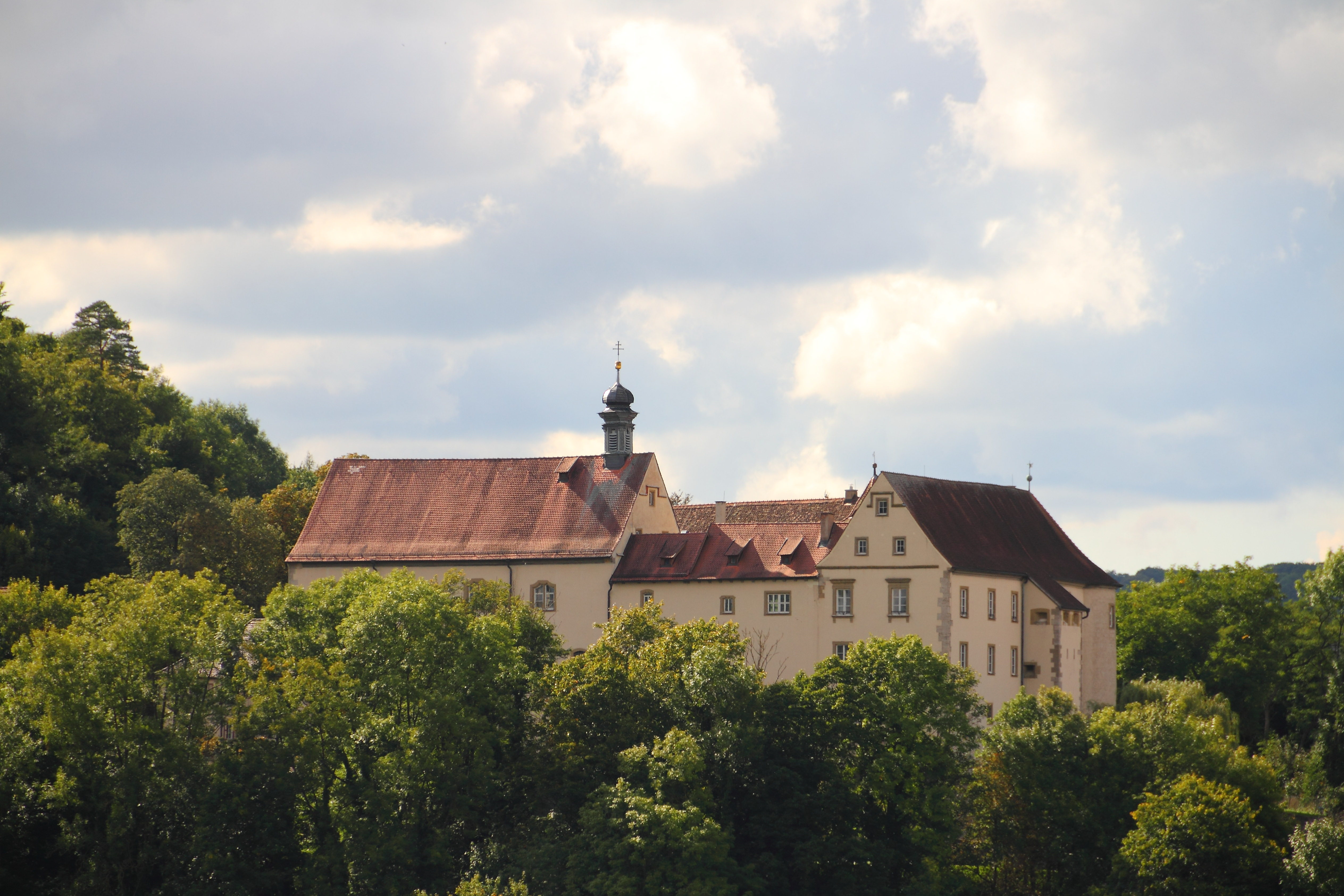
Schloss Haltenbergstetten mit Schlosskapelle

Die römisch-katholische Schlosskapelle Maria Immaculata auf Schloss Haltenbergstetten bei Niederstetten im Main-Tauber-Kreis wurde gemeinsam mit dem Schloss im 16. Jahrhundert errichtet und ist der unbefleckten Empfängnis Mariens (lat. Maria Immaculata) geweiht. Die Schlosskapelle war bis 1966 die Pfarrkirche der Katholiken in Niederstetten, bevor in den Jahren 1965/66 die Pfarrkirche St. Johannes Evangelist in Niederstetten errichtet wurde. Die Kapelle wird zusammen mit der Niederstettener Pfarrkirche vom Pfarramt Laudenbach mitverwaltet. Sie gehört zur Seelsorgeeinheit 3, die dem Dekanat Mergentheim der Diözese Rottenburg-Stuttgart zugeordnet ist. Die Kapelle ist zusammen mit dem Schloss Haltenbergstetten ein Kulturdenkmal der Stadt Niederstetten.